# Луців Юрій Олексійович
Ю́рій Олексі́йович Лу́ців (нар. 12 травня 1931, Львів) — український симфонічний і оперний диригент, 1960 — заслужений діяч мистецтв УРСР, нагороджений орденом Трудового Червоного Прапора, 1971 — лауреат державної премії УРСР ім. Т. Г. Шевченка, 1991 — народний артист України, в жовтні 2003 нагороджений почесною грамотою кабінету міністрів України.

## Життєпис
1953 року закінчив Львівську консерваторію. Працював диригентом у Львівській і Запорізькій філармоніях.
З 1960 року викладає у Львівській консерваторії.
У 1960—1963 — диригент, в 1963—1973 — головний диригент Львівського театру опери та балету ім. І. Я. Франка.
Професор Львівської державної музичної академії ім. М.Лисенка — завідувач кафедри хорового та оперно-симфонічного дириґування.
Зрежисував вистави:
- опери — «Багряні зірниці» Сергія Жданова,
- «Золотий обруч» Бориса Лятошинського,
- балети «Лускунчик» Петра Чайковського,
- «Попелюшка», «Ромео і Джульєтта» Сергія Прокоф'єва.

З грудня 2005 року входить до складу наглядової ради Львівського національного академічного театру опери та балету імені Соломії Крушельницької.
Станом на 2007 рік — завідувач кафедри оркестрово-симфонічного та хорового диригування Львівської державної музичної академії ім. М. В. Лисенка.